# Monte Castelo (kommun i Brasilien, Santa Catarina)
Monte Castelo är en kommun i Brasilien.   Den ligger i delstaten Santa Catarina, i den södra delen av landet, 1 200 km söder om huvudstaden Brasília. Antalet invånare är 8 348.
I omgivningarna runt Monte Castelo växer i huvudsak städsegrön lövskog. Runt Monte Castelo är det glesbefolkat, med 15 invånare per kvadratkilometer.